# La ragazza scomparsa (racconto)
La ragazza scomparsa (The Missing Girl) è un racconto del 1957 dall'autrice americana Shirley Jackson. Nell'edizione italiana, edita da Adelphi, il racconto appare con altri due racconti brevi: Viaggio con signora (Journey with a lady) e Incubo (Nightmare).

## Trama

### La ragazza scomparsa
Marta Alexander, una ragazza che frequenta un campeggio estivo femminile, sparisce improvvisamente nel nulla. La polizia, giunta sul posto dopo la sua scomparsa, apprende che nessuno l'ha vista e incontrata negli ultimi giorni, addirittura alcuni non sanno nemmeno  chi sia questa fanciulla. Soltanto Betsy, la sua compagna di stanza, fornisce qualche banale dettaglio riguardo ai corsi e alle lezioni che probabilmente frequentava, ma nessuna informazione è rilevante per le indagini. Nessuno sembra preoccupato o dispiaciuto per la scomparsa di Marta, al punto che tutte le persone coinvolte nelle indagini inizieranno ad avere dei dubbi sulla sua esistenza. 

### Viaggio con signora
Joseph è un bambino di nove anni che viene accompagnato alla stazione dai genitori, perché deve raggiungere il nonno in una città vicina. Dopo molte raccomandazioni da parte della madre, sale sul treno e si accomoda sul sedile, mangiando cioccolata e leggendo fumetti. Questa tranquillità viene disturbata dall'arrivo di una signora, elegante ma molto invadente, che si siede accanto a lui facendogli molte domande personali e fastidiose. Joseph inizialmente è seccato da questa presenza, ma quando scopre che la donna è ricercata per furto, il viaggio diventa eccitante al punto di diventare suo complice. 

### Incubo
Miss Tony Morgan è un'efficiente segretaria newyorchese, elegante e discreta, a cui viene affidato il compito di consegnare un pacco in un punto lontano della città. All'esterno dell'ufficio nota molti striscioni che pubblicizzano un concorso per individuare una misteriosa Miss X. Durante il tragitto la presenza di questi striscioni pubblicitari sparsi per tutta la città iniziano a tormentarla al punto da intuire gradatamente di essere lei la persona che i partecipanti al concorso dovranno cercare e trovare. Miss Tony Morgan tenta di sfuggire a questa situazione, nascondendosi e cambiandosi più volte abiti durante il tragitto, ma i suoi tentativi non l'aiuteranno a sottrarsi al suo destino. 

## Edizioni
- La ragazza scomparsa, traduzione di Simona Vinci, collana Biblioteca Minima n.78, Milano, Adelphi, ISBN 9788845933486.